# 제3회 서울충무로국제영화제
제3회 서울충무로국제영화제는 2009년 8월 24일에 열린 시상식이다.

## 수상 및 후보

### 최우수작품상
- 붉은 강 - 장 지아뤠이 수상

### 최우수감독상
- 행복해지는 199개의 방법 - 안드레스 웨이스브러스 수상

### 남자배우상
- 지프트 - 자하리 바하로브 수상

### 여자배우상
- 친밀 - 임가흔 수상

### 최우수액션영화상
- 절은풍운 - 장문강 수상
- 절은풍운 - 맥조휘 수상

### 심사위원 특별언급
- 하얀 나비 - 김삼력 수상

### 씨네 클래식
- 공포의 보수 - 앙리 조르주 클루조
- 나의 계곡은 푸르렀다 - 존 포드
- 날개 - 윌리엄 웰먼
- 대부 - 프란시스 포드 코폴라
- 대부 2 - 프란시스 포드 코폴라
- 대부 3 - 프란시스 포드 코폴라
- 로미오와 줄리엣 - 레나토 카스텔라니
- 마농 - 앙리 조르주 클루조
- 사랑의 유형 - 존 슐레진저
- 사촌들 - 끌로드 샤브롤
- 알파빌 - 장 뤽 고다르
- 이브의 모든 것 - 조셉 L. 맨키위즈
- 전원 교향곡 - 장 들라누와
- 제3의 사나이 - 캐럴 리드
- 죄악의 천사들 - 로베르 브레송
- 지지 - 빈센트 미넬리
- 캐벌케이드 - 프랭크 로이드
- 햄릿 - 로렌스 올리비에
- 홉슨의 사위 고르기 - 데이빗 린

### 씨네 레트로 I: 신성일
- 겨울 여자 - 김호선
- 떠날 때는 말없이 - 김기덕
- 레테의 연가 - 장길수
- 맨발의 청춘 - 김기덕
- 별들의 고향 - 이장호
- 안개 - 김수용
- 위험한 청춘 - 정창화
- 장군의 수염 - 이성구
- 초우 - 정진우
- 태양 닮은 소녀 - 이만희

### 씨네 레트로 II: 70년대 한국도시액션
- 5인의 건달들 - 고영남
- 강력계 - 김인수
- 맨주먹으로 왔다 - 최영철
- 명동 잔혹사 - 변장호 외2명
- 석양에 떠나라 - 이원세
- 암살자 - 이만희
- 여선장 - 최영철
- 예라이샹 - 정창화
- 의리에 산다 - 권영순

### 씨네 레트로 III: 마릴린 먼로
- 7년만의 외출 - 빌리 와일더
- 나이아가라 - 헨리 헤서웨이
- 뜨거운 것이 좋아 - 빌리 와일더
- 백만장자와 결혼하는 법 - 진 네글레스코
- 쇼처럼 즐거운 인생은 없다 - 월터 랭
- 신사는 금발을 좋아한다 - 하워드 혹스

### 올댓 씨네마
- 가유희사 2010 - 곡덕소
- 너즈.파이터.보이 - 찰스 오피서
- 날 기억 못해도 좋아 - 라이 루소 영
- 내가 사랑한 당신 - 엘리 슈라뀌
- 더 씨 월 - 리티 판
- 디오시스 - 호세 멘데즈
- 러브 앤 댄싱 - 로버트 이스코브
- 루키즈 졸업 - 히라카와 유이치로
- 리틀 디즐 - 데이빗 루소
- 매거진 갭 로드 - 니콜라스 친
- 사랑의 묘약 - 엠마누엘 무레
- 세븐 미니츠 - 다니엘라 페이에르한
- 비밀일기 - 로라 르 란
- 원데이 유 윌 언더스탠드 - 아모스 기타이
- 유감 없음 - 이브스 한카르
- 이지 버츄 - 스테판 엘리엇
- 죽음의 환영 - 알렉산드르 키리엔코
- 델스타 - 닉 모란
- 인간 - 자크-올리비에 몰론

### 씨네 도떼르
- 8 - 제인 캠피온 외5명
- 까따린 바가 - 피터 스트릭랜드
- 네가 모르는 세상 - 에릭 포레스티에
- 닐루파 - 사빈 엘 제마엘
- 다라트 - 마하마트 살레 하룬
- 더 미싱 퍼슨 - 노아 부쉘
- 새 사냥꾼 아빠 - 로베르 모랭
- 불협화음 - 월터 리마 주니어
- 재판 - 다니엘 르콩트
- 최후의 알렉산더 - 조 스완버그
- 휴가 - 카도이 하지메
- 노웨어 프라미시드 랜드 - 엠마뉴엘 핑키엘

### 씨네 아시아 액션!
- 구교구 - 정 바오루이
- 군계 - 정 바오루이
- 기동부대 - 동포 - 나영창
- 대장부 - 펑하오샹
- 레인 폴 - 맥스 매닉스
- 미싱 - 서극
- 살파랑 - 엽위신
- 스나이퍼 - 임초현
- 야수형경 - 진가상
- 예스터데이즈 - 쿠보타 타카시
- 우슈 - 안토니 제토
- 제로 브릿지 - 타리크 타파
- 추영 - 오진우
- 코웹 - 웅흔흔

### 씨네 포럼
- 테일 52 - 알렉시스 알렉시우
- 럭키 독 - 멩 장
- 그로운 업스 - 안나 노비옹
- 길 잃은 사람들 - 카롤린 스트룹
- 노바디 퍼펙트 - 니코 본 글라소
- 돈 맥케이 - 제이크 골드버거
- 베로니카, 죽기로 결심하다 - 에밀리 영
- 비거, 스트롱거, 패스터 - 크리스 벨
- 퀴드 프로 쿼 - 카를로스 브룩스
- 뷰티풀 루저스 - 아론 로즈 외1명
- 스케이트 오어 다이 - 미구엘 꾸르뜨와
- 아폴로의 고아 - 베키 네이만 외1명
- 안데르 - 로베르토 가스통
- 어게인스트 더 커런트 - 피터 캘러핸
- 에스메랄다의 상자 - 안드레아 마르티네즈
- 유 윌 비 마인 - 소피 랠로이
- 이클립스 - 코너 맥퍼슨
- 잉글리쉬맨 인 뉴욕 - 리처드 렉스톤
- 장거리 사랑 - 매그너스 게텐
- 재시라의 말 못할 비밀 - 앨런 볼
- 카불에서의 전쟁과 사랑 - 엘가 레이데메이스터
- 험프데이 - 린 쉘튼

### 라이온즈 오브 체코 필름
- 나의 아름다운 비밀 - 얀 흐르베이크
- 보헤미아에서 소녀 기르기 - 페드로 콜리하
- 세칼 - 블라디미르 미차렉
- 아늑한 곳 - 얀 흐르베이크
- 젤라리 - 온드레이 트로얀

### 비바! 라틴 씨네마
- 내가 당신이라면 2 - 다니엘 필호
- 버스 174 - 호세 파딜라
- 사랑, 아픔 그리고 그 반대 - 알폰소 피네다 우조아
- 슈리 인 더 스카이 - 카림 아이누즈
- 이파네마를 넘어서 - 구토 바라 외1명

### 볼리우드 앤 비욘드
- 도스타나 - 타런 맨석하니
- 라스트 리어왕 - 리투파르노 고쉬
- 문나 형님, 의대에 가다 - 라지쿠마르 히라니
- 스톤맨 연쇄살인사건 - 마니쉬 굽타
- 미스터 이빨요정 - 아미르 칸

### 뉘 블랑슈
- 섹스, 파티 그리고 거짓말 - 데이빗 멘케스 외1명
- 연옥 - 로베르토 로친
- 영화란... 여자 그리고 총 - 구스타프 도이치

### 스페셜 갈라
- H2: 어느 살인마의 가족 이야기 - 롭 좀비
- S러버 - 데이빗 맥킨지

### 충무로 오퍼스
- 7월 32일 - 진승현
- 가드 47번 - 필립 렌치
- 바토리 - 유라이 야코비스코
- 붉은 강 - 장 지아뤠이
- 세 계절 - 짐 도노반
- 세븐 투 원 - 대니 팽
- 연인들 - 브루노 데 알메이다
- 재생호 - 위가휘
- 절은풍운 - 맥조휘
- 지프트 - 하보르 가르데브
- 친밀 - 안서
- 파리의 북쪽 - 산드린드 리날디
- 하얀 나비 - 김삼력
- 행복해지는 199개의 방법 - 안드레스 웨이스브러스

### 애니메이션
- 뽀롱뽀롱 뽀로로 3기 - 신창환
- Egon & Donci - 애덤 마그야
- 철완아톰 - 모치즈키 케이치로
- 4 - 에두아르 살리에르
- 스키자인 - 제레미 클라핀
- 감동이 없어 - 클로드 듀티
- Guri Gursjen & Gursjan Gru - 에이릭 오레
- 나이아드 - 나디아 미콜 외1명
- 닥터 조디악의 환상 여행 - 마티자 피재킥
- 런 - 네비오 마라소비치
- 리바이어던 - 시몬 보고제빅-나라드
- 모라나 - 시몬 보고제빅-나라드
- Ark - 그르제고르스 욘카티스
- 사운드-섀도우 - 쥘리 엥가스
- 세 도둑 - 하요 프라이타그
- 세바스찬 부두 - 호아킨 볼드윈
- 소비는 영혼을 잠식한다 - 벨코 포포비치
- 솔저 - 데이비드 페로스 보노
- 시장 - 아나 후스만
- 실크 - 얀 베르트랑 외1명
- 알버트의 연설 - 리처드 펜윅
- 언플러그드 - 스테판 미할제비치
- 외디프
- 점심 - 아나 후스만
- 지니어스 파티 비욘드 - 마에다 마히로
- 포스트맨 리턴즈 - 미샤 로제마
- 포커의 산길 - 루순 탄
- 퓨필의 콘서트
- 공사장에서 생긴 일 - 카이사 네스
- 핸드폰 마니아 - 다르코 비다코빅
- 화성에서 온 사진 - 룬 에릭슨 외1명
- S.I.T.E - 파블로 올로스키
- $9.99 - 타티아 로젠탈
- 몽마르뜨의 살인자 - 보로슬라프 사이티낙
- 베르니의 인형 애인 - 얀 J
- 체인쏘 - 데니스 투피코프

### 씨네 스튜던트
- 21세기 명랑 여고생활 지침서 - 이슬비
- 29, 정아 - 최혜선
- 758 - 이혜빈
- 광태의 기초 - 배아람
- 귀향 - 송동일
- 그들도 우리처럼 - 함정식
- 들꽃 - 김건우 외1명
- 만취권 - 최성은
- 맷가이버 김 - 현창호
- 메모리 레인 - 이원경
- 미아 - 장하은
- 박쥐 - 박준규
- 백발소년의 사춘기 - 이재우
- 비보호 좌회전 - 안승혁
- 선택의 가능성 - 지언태
- 심야 택시 블루스 - 탁세웅
- 싸구려 커피 - 이영우
- 아, 맨 - 이승희
- 어둠의 자식들 - 송종훈
- 외출 - 서재경
- 이십일세기 십구세 - 최아름
- 잊을 수 없는 이야기 - 조연수
- 진실게임 - 임영빈
- 취향의 유전 - 김진영
- 카푸치노 - 윤현호
- 플라토닉 펀치 바나나 - 오근태
- 하늘아래 - 안평욱
- 홍시 - 신경식
- 훌 - 양기원
- 머메이드 로맨스 - 박노진